# Líté
Líté (en allemand : Litta, précédemment : Littau) est une commune du district de Plzeň-Nord, dans la région de Plzeň, en République tchèque. Sa population s'élevait à 218 
habitants en 2022.

## Géographie
Líté se trouve à 22 km au nord-ouest du centre de Plzeň et à 87 km à l'ouest-sud-ouest de Prague.
La commune est limitée par Manětín et Hvozd au nord, par Dražeň à l'est, par Loza et Dolní Bělá au sud et par Horní Bělá au sud et à l'ouest.

## Histoire
La première mention écrite de la localité date de 1175.

## Galerie

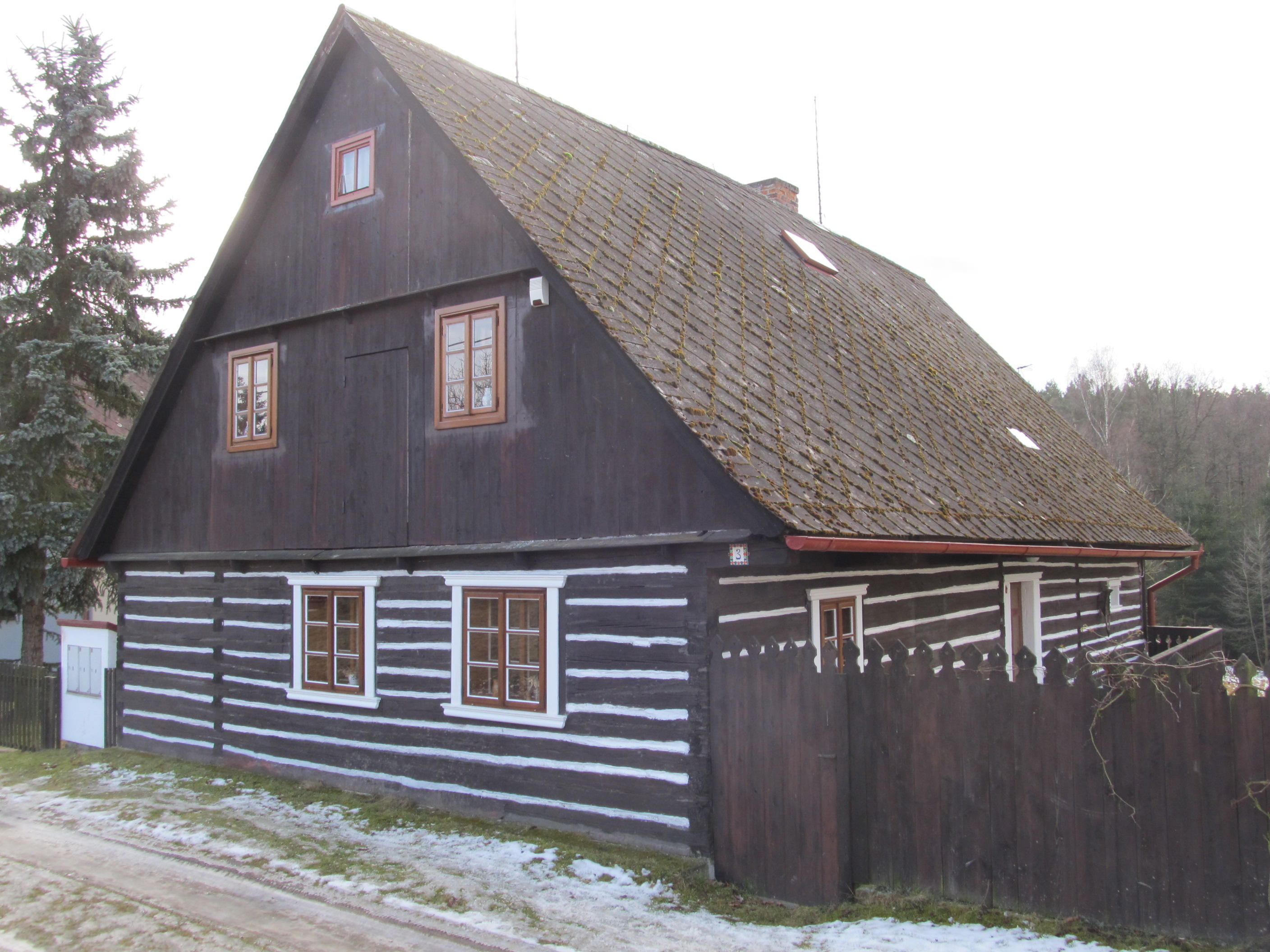
Spankov : maison en bois.
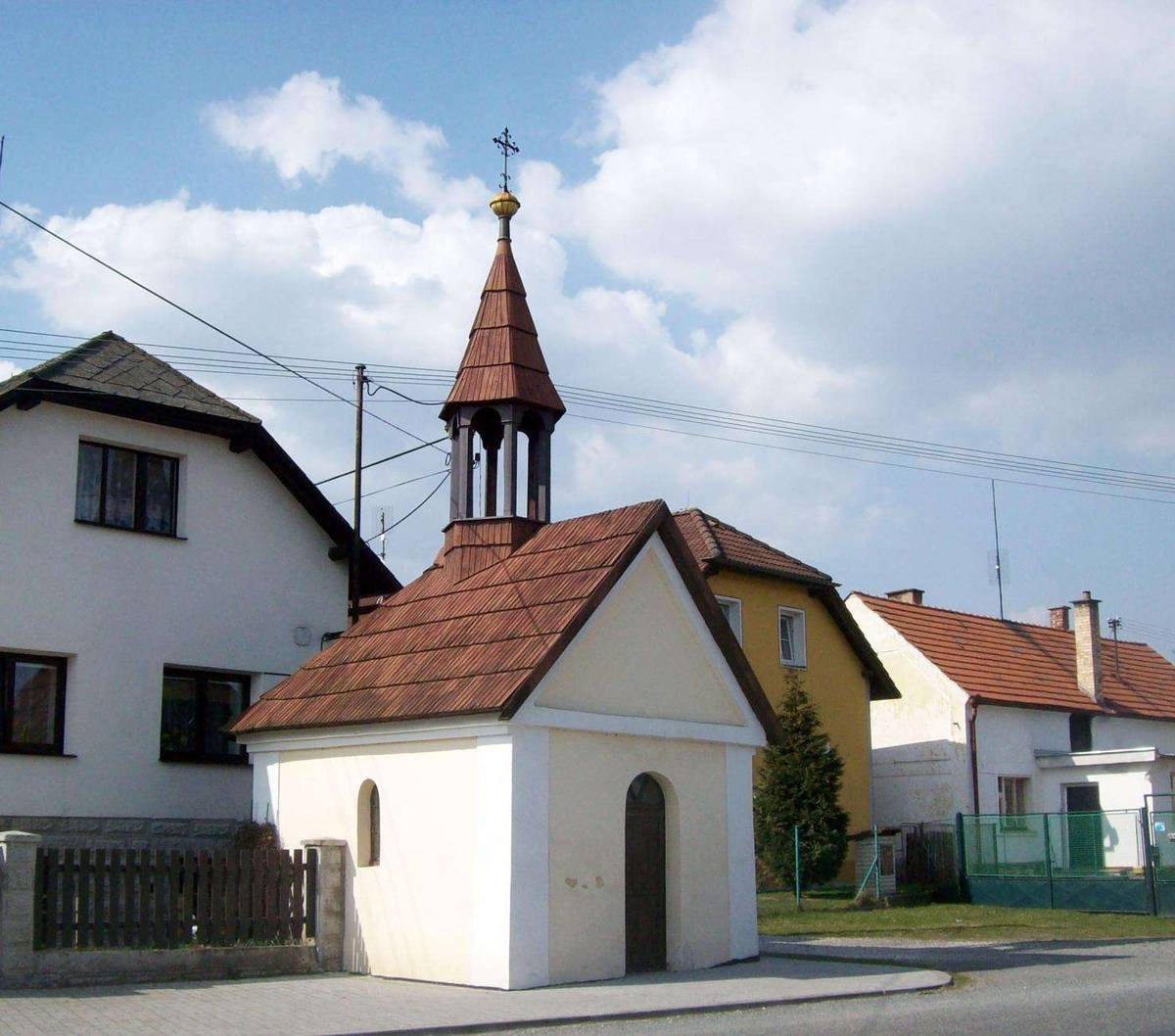
Chapelle à Lítém.

## Transports
Par la route, Líté se trouve à 12 km de Horní Bříza, à 26 km de Plzeň et à 110 km de Prague. 